# Seznam krajev Unescove svetovne dediščine na Norveškem
Organizacija Združenih narodov za izobraževanje, znanost in kulturo (UNESCO) označuje območja svetovne dediščine izjemne univerzalne vrednosti za kulturno ali naravno dediščino, ki so jih predlagale države podpisnice Unescove konvencije o svetovni dediščini, ustanovljene leta 1972. Kulturno dediščino sestavljajo spomeniki (kot so arhitekturna dela, monumentalne skulpture ali napisi), skupine zgradb in najdišča (vključno z arheološkimi najdišči). Naravne značilnosti (ki jih sestavljajo fizične in biološke formacije), geološke in fiziografske formacije (vključno s habitati ogroženih vrst živali in rastlin) ter naravna območja, ki so pomembna z vidika znanosti, ohranjanja ali naravne lepote, so opredeljena kot naravna dediščina. Kraljevina Norveška je konvencijo sprejela 12. maja 1977, zaradi česar so njena zgodovinska mesta upravičena do vključitve na seznam. Od leta 2017 je na Norveškem osem območij svetovne dediščine, vključno s sedmimi kulturnimi in enim naravnim območjem. Obstaja eno transnacionalno območje, Struvejev geodetski lok, ki si ga deli z devetimi drugimi državami.
Prvi dve norveški znamenitosti, Urneška lesena cerkev in Pristaniška četrt Bryggen, sta bili vpisani na seznam na 3. zasedanju Odbora za svetovno dediščino, ki je potekalo v Kairu in Luksorju v Egiptu leta 1979. Zadnji vpis, Območje industrijske dediščine Rjukan–Notodden, je bil dodan na seznam leta 2015. Norveška poleg svojih območij svetovne dediščine ohranja tudi pet objektov na svojem poskusnem seznamu, od katerih so tri transnacionalne nominacije.

## Svetovna dediščina
Unesco navaja območja po desetih merilih; vsaka prijava mora izpolnjevati vsaj enega od kriterijev. Kriteriji od i do vi so kulturni, od vii do x pa naravni.[
| Ime | Slika                                                                                | Lokacija (Norveško okrožje]])       | Leto vpisa | UNESCO kriterij              | Opis |
| --- | ------------------------------------------------------------------------------------ | ----------------------------------- | ---------- | ---------------------------- | --- |
| Urneška lesena cerkev Urnes Stave Church                                                                     | Urnes Church, a wooden building with a cemetery in front.                            | Sogn og Fjordane                    | 1979       | 58; i, ii, iii (kulturno)    | Stolpna lesena cerkev v Urnesu je eden najstarejših in najvidnejših primerov te vrste lesenih cerkva. Zgrajena je bila v 12. in 13. stoletju in vključuje elemente vikinške tradicije iz prejšnje cerkve iz 11. stoletja. Cerkev združuje vplive keltske umetnosti, vikinške tradicije in romanske arhitekture. Leseno pohištvo, ki izvira iz prejšnje cerkve, prikazuje prepletene, borbene živali in tako povezuje predkrščansko nordijsko kulturo in krščanstvo srednjega veka. |
| Pristaniška četrt Bryggen Bryggen                                                                            | Bryggen houses, look from the street.                                                | Hordaland                           | 1979       | 59; iii (kulturno)           | Bryggen je zgodovinsko pristaniško okrožje Bergna, pomembnega mesta na zahodni obali Norveške. Leta 1350 je Hanseatska liga v Bergnu ustanovila tujo trgovsko postajo, kontor, ki je nadzorovala trgovino s ribami s severa. Hanzeatsko obdobje je trajalo do 16. stoletja. Bryggenove lesene hiše so prizadeli številni požari, zadnji v petdesetih letih 20. stoletja, vendar so bile vedno znova zgrajene v tradicionalnem slogu. Danes je ohranjenih približno 60 tradicionalnih stavb. |
| Rudarsko mesto Røros z kolico Røros Mining Town and the Circumference                                        | Røros town panorama in winter.                                                       | Sør-Trøndelag                       | 1980       | 55; iii, iv (kulturno)       | Røros je bil rudarsko mesto od leta 1644 do leta 1977, ko je rudarsko podjetje bankrotiralo. Mesto je v celoti zgrajeno iz lesa. Švedski vojaki so ga leta 1679 med skanijsko vojno popolnoma uničili, a so ga pozneje obnovili. Skupaj z okolico, Circumference (območje privilegijev, ki jih je dansko-norveški kralj leta 1646 podelil bakrenim tovarnam Røros), prikazuje življenje in delo v rudarskem mestu v surovem subarktičnem podnebju. |
| Skalne rezbarije v Alti Rock Art of Alta                                                                     | Alta petroglyphs depicting humans and animals                                        | Finnmark                            | 1985       | 352; iii (kulturno)          | Ta lokacija vsebuje 45 najdišč petroglifov na petih območjih okoli fjorda Alta, daleč severno od arktičnega kroga. Na tisoče slik in rezbarij, ki segajo od približno 4200 pr. n. št. do 500 pr. n. št., prikazujejo favno, kot so severni jeleni, losi, medvedi, ribe, kiti in morske ptice, pa tudi interakcijo lovcev-nabiralcev s pokrajino. Na slikah so prikazani lov, ribolov, potovanja s čolni ter simboli in obredi. Upodobljeni so tudi različni predmeti materialne kulture. |
| Vegaøyan – otočje Vega Vegaøyan\|Vegaøyan – The Vega Archipelago                                             | Vega island panorama from the sea                                                    | Nordland                            | 2004       | 1143; v (kulturno)           | Prebivalci otočja Vega so poleg ribičev in kmetov že vsaj od 9. stoletja nabirali gagji puh, perje gag. Za race, ki so sem prihajale vsako pomlad, so ljudje zgradili zatočišča in gnezda, ki so jih v času gnezdenja zaščitili, kar jim je omogočalo pobiranje puha, ko so race in piščanci zapustili gnezda. Ta tradicija se ohranja še v sodobnem času. Kulturna krajina vključuje ribiške vasi, pomole, skladišča, kmetijske pokrajine, svetilnike in svetilnike. |
| Struvejev geodetski lok Struve Geodetic Arc*                                                                 | Struve Geodetic Arc pillar in Hammerfest. There is a globe on the top of the pillar. | Finnmark                            | 2005       | 1187; ii, iii, vi (kulturno) | Struvejev geodetski lok je niz triangulacijskih točk, ki se raztezajo na razdalji 2820 kilometrov od Hammerfesta na Norveškem do Črnega morja. Točke je postavil v raziskavi astronom Friedrich Georg Wilhelm von Struve, ki je prvi izvedel natančno izmero dolgega odseka poldnevnika, kar je pomagalo ugotoviti velikost in obliko Zemlje. Prvotno je bilo 265 postajnih točk. Svetovna dediščina vključuje 34 točk v desetih državah (od severa proti jugu: Norveška, Švedska, Finska, Rusija, Estonija, Latvija, Litva, Belorusija, Moldavija, Ukrajina), od katerih so štiri na Norveškem. |
| Zahodno norveški fjordi – Geirangerfjord in Nærøyfjord West Norwegian Fjords – Geirangerfjord and Nærøyfjord | Panorama of Geirangerfjord with some cruise ships in the fjord                       | Møre og Romsdal in Sogn og Fjordane | 2005       | 1195; vii, viii (naravno)    | Fjorda sta med najdaljšimi in najglobljimi na svetu. Sta klasična primera fjordov, potopljenih ledeniških dolin. Doline se dvigajo do 1400 metrov nad morsko gladino in segajo do 500 metrov pod njo. Območje ima tudi veliko število slapov, ledenikov in ledeniških jezer. |
| Območje industrijske dediščine Rjukan–Notodden Rjukan–Notodden Industrial Heritage Site                      | The building of the ammonia dioxide factory                                          | Telemark                            | 2015       | 1486; ii, iv (kulturno)      | Industrijski kompleks v mestih Rjukan in Notodden je v začetku 20. stoletja ustanovilo podjetje Norsk Hydro. Zgodnje hidroelektrarne so zagotavljale energijo za industrijsko proizvodnjo umetnih gnojil iz dušika v zraku, nove svetovne industrije. |

## Poskusni seznam
Poleg območij, vpisanih na Seznam svetovne dediščine, lahko države članice vodijo seznam začasnih območij, ki jih lahko upoštevajo pri nominaciji. Nominacije za seznam svetovne dediščine so sprejete le, če je bilo območje predhodno uvrščeno na poskusni seznam. Od leta 2019 je Norveška na svojem poskusnem seznamu navedla pet nepremičnin. As of 2019, Norway lists five properties on its tentative list.
| Ime | Slika                                                                                        | Lokacija                   | leto vpisa | UNESCO kriterij                  | Opis |
| --- | -------------------------------------------------------------------------------------------- | -------------------------- | ---------- | -------------------------------- | --- |
| Laponsko območje – Tysfjord, fjord Hellemobotn in narodni park Rago (razširitev)*                             | Sea, surrounded by mountains                                                                 | Nordland                   | 2002       | iii, v, vii, viii, ix (mešano)   | To poskusno mesto je razširitev, ki je že navedeno na Švedskem. Laponsko naseljujejo Samiji, ki ohranjajo tradicionalni način življenja, ki temelji na reji severnih jelenov. V Tysfjordu je velika skupnost Lule Sami. Narodni park Rago je divje gorsko območje. |
| Lofoti | Lofoten islands from above. Settlements and mountains.                                       | Nordland                   | 2002       | iii, viii, ix, x (mešano)        | Lofoti so skupina otokov severno od arktičnega kroga, ki obsega 250 kilometrov. Sestavljeni so predvsem iz predkambrijskih kamnin. Ribolov trske je bil pomemben vir dohodka že od časov pred Vikingi. Območje je tudi pomemben življenjski prostor za živali, še posebej znani pa so ptičji klifi na Røstu in Værøyu. |
| Arhipelag Svalbard                                                                                            | Houses in Longyearbyen, a snow-covered mountain in the background                            | Svalbard                   | 2007       | v, vi, vii, viii, ix, x (mešano) | Približno 60 % otočja Svalbard je prekrita s snegom in ledom. Otoke so stoletja uporabljali kot kitolovske postaje in rudarji, zdaj pa so tam stalna norveška in ruska naselja. Ker je narava večinoma nedotaknjena, je pomemben življenjski prostor za arktične živali, kot so polarne lisice, severni jeleni, kiti, tjulnji, vključno z mroži, pa tudi jezerska zlatovčica, ki živi v jezerih in rekah. Na Svalbardu gnezdi veliko ptic, vključno z gagami in gosmi. Podlaga na Svalbardu je bogata s fosili. |
| Otoki Jan Mayen in Bouvetov otok kot del serijske transnacionalne nominacije sistema Srednjeatlantskega hrbta | Egg-oeja, a peninsula on the coast of Jan Mayen. Sandy beach with a cliff in the background. | Jan Mayen and Bouvet       | 2007       | viii, ix, x (naravna)            | To je del nadnacionalne nominacije, ki zajema nadmorske točke Srednjeatlantskega hrbta. Dva otoka, oba vulkanska, sta norveška, druga mesta pripadajo Braziliji, Veliki Britaniji, Portugalski in Islandiji. Jan Mayen (sestavni del Kraljevine Norveške) na Arktiki je gnezditveno mesto za veliko število grenlandskih tjulnjev in kapučastih tjulnjev ter morskih ptic. Bouvetov otok, ki je odvisno ozemlje Norveške, leži 2400 kilometrov južno od Rta dobrega upanja in podpira populacije čopastega (Eudyptes chrysolophus) in Pygoscelis antarcticus pingvina, zabeleženo pa je tudi razmnoževanje adelijskih pingvinov. Je kraj za razmnoževanje antarktičnih tjulnjev (Arctocephalus gazella) in južnomorskih slonov. |
| Vikinški spomeniki in kraji / Pokopi ladij Vestfold in kamnolomi Hyllestad Quernstone                         | Viking ship inside the museum                                                                | Vestfold, Sogn og Fjordane | 2011       | iii (kulturno)                   | Ta transnacionalna nominacija navaja devet krajev v šestih državah, povezanih z dediščino vikinške kulture med 8. in 12. stoletjem. Dve lokaciji sta na Norveškem. Najdišče Vestfold pokriva tri ladijske grobove in več grobišč. Kamnolomi Hyllestad so proizvajali mlinske kamne, najprej za uporabo domačinov in kasneje za izvoz. |